# نيكولاس ميلز
نيكولاس ميلز (بالإنجليزية: Nicholas Mills)‏ هو شخصية أعمال أمريكي، ولد في 23 نوفمبر 1781، وتوفي في 13 سبتمبر 1862.